# Stefanovo, Dobrici
Stefanovo (în bulgară Стефаново, în română Aiorman) este un sat în comuna Dobricika, regiunea Dobrici, Dobrogea de Sud, Bulgaria. 
Între anii 1913-1940 a făcut parte din plasa Ezibei a județului Caliacra, România. Majoritatea locuitorilor erau români.

## Demografie
Componența etnică a satului Stefanovo
     Nicio identificare (15,85%)
     Bulgari (47,66%)
     Romi (12,16%)
     Turci (23,12%)
     Altele (1,19%)
La recensământul din 2011, populația satului Stefanovo era de 921 locuitori. Nu există o etnie majoritară, locuitorii fiind bulgari (47,66%), turci (23,12%) și romi (12,16%). Pentru 15,85% din locuitori nu este cunoscută apartenența etnică.